# Пайпер, Шери
Шери Пайпер (англ. Cherie Piper; род. 29 июня 1981, Ист-Йорк, Онтарио) — канадская хоккейная нападающая, тренер и функционер. Трёхкратная олимпийская чемпионка 2002, 2006 и 2010 годов, чемпионка мира 2004 года. За главную сборную Канады в 111 матчах забила 40 голов и отдала 78 голевых передач, за сборную Канады до 22 лет забросила 20 шайб в 16 играх.

## Личная жизнь
Муж — хоккейный тренер Джо Буткевич.